# Trichophthalma niveibarbis
Trichophthalma niveibarbis är en tvåvingeart som beskrevs av Jacques-Marie-Frangile Bigot 1857. Trichophthalma niveibarbis ingår i släktet Trichophthalma och familjen Nemestrinidae. Inga underarter finns listade i Catalogue of Life.